# Liste der Stolpersteine in Merenberg
In der Liste der Stolpersteine in Merenberg werden die vorhandenen Gedenksteine aufgeführt, die im Rahmen des Projektes Stolpersteine des Künstlers Gunter Demnig bisher in Merenberg verlegt worden sind.

## Verlegte Stolpersteine
| Adresse                | Name            | Inschrift                                                                                            | Verlegedatum  | Bild | Anmerkung                               |
| ---------------------- | --------------- | --- | ------------- | --- | --------------------------------------- |
| Neue Straße (Standort) | Klara Henoch    | Hier wohnte Klara Henoch geb. Isselbächer Jg. 1862 deportiert 1942 Theresienstadt ermordet 31.8.1942 | 14. Juni 2013 | Bild gesucht Die Wikipedia wünscht sich an dieser Stelle ein Bild vom Ort mit diesen Koordinaten 50.53214 8.17643 . Motiv: Stolperstein Falls du dabei helfen möchtest, erklärt die Anleitung , wie das geht. BW | geboren am 18. August 1862 in Isselbach |
| Neue Straße (Standort) | Heinrich Henoch | Hier wohnte Heinrich Henoch Jg. 1901 verhaftet 1938 Buchenwald ermordet 12.1.1939                    | 14. Juni 2013 | Bild gesucht Die Wikipedia wünscht sich an dieser Stelle ein Bild vom Ort mit diesen Koordinaten 50.53214 8.17643 . Motiv: Stolperstein Falls du dabei helfen möchtest, erklärt die Anleitung , wie das geht. BW | geboren am 18. Juli 1901 in Reichenborn |
| Neue Straße (Standort) | Betty Henoch    | Hier wohnte Betty Henoch geb. Mayer Jg. 1903 deportiert 1941 Kowno Fort IX ermordet 25.11.1941       | 14. Juni 2013 | Bild gesucht Die Wikipedia wünscht sich an dieser Stelle ein Bild vom Ort mit diesen Koordinaten 50.53214 8.17643 . Motiv: Stolperstein Falls du dabei helfen möchtest, erklärt die Anleitung , wie das geht. BW | geboren am 1. April 1903 in Echzell     |
| Neue Straße (Standort) | Brigitte Henoch | Hier wohnte Brigitte Henoch Jg. 1936 deportiert 1941 Kowno Fort IX ermordet 25.11.1941               | 14. Juni 2013 | Bild gesucht Die Wikipedia wünscht sich an dieser Stelle ein Bild vom Ort mit diesen Koordinaten 50.53214 8.17643 . Motiv: Stolperstein Falls du dabei helfen möchtest, erklärt die Anleitung , wie das geht. BW | geboren am 13. März 1936 in Gießen      |